# أليخاندرو برموديز
أليخاندرو برموديز (بالإسبانية: Alejandro Bermúdez)‏ هو سباح كولومبي، ولد في 3 مارس 1975 في كولومبيا.

## وصلات خارجية
- أليخاندرو برموديز على موقع الاتحاد الدولي للسباحة (الإنجليزية)
- أليخاندرو برموديز على موقع اللجنة الأولمبية الدولية (الإنجليزية)
- أليخاندرو برموديز على موقع أوليمبيديا (الإنجليزية)